# Don’t Believe the Truth
Don’t Believe the Truth — шестой студийный альбом британской рок-группы Oasis, выпущенный в мае 2005 года. Большинство критиков и фанов группы назвали его лучшим альбомом Oasis со времен (What's the Story) Morning Glory?. Как и все предыдущие альбомы группы, альбом Don’t Believe the Truth занял 1 место в «UK Albums Chart» (в первую же неделю было раскуплено около 238.000 копий) став 32-м по скорости продаж в истории Английского хит-парада. К 2006 году альбом стал трижды платиновым. В Америке альбом добрался до 12 места «U.S. charts», диск продавался лучше предыдущего альбома Heathen Chemistry — в течение 2005 года было продано более 200.000 копий. Альбом также стал золотым в Канаде. На сегодняшний день альбом разошёлся по всему миру тиражом более 7 миллионов копий.
Два сингла с этого альбома, «Lyla» и «The Importance of Being Idle» стали № 1 в Великобритании. Таким образом Don’t Believe the Truth — единственный альбом Oasis, захвативший первое место двумя первыми синглами. Песня The Importance of Being Idle также стала № 1 в России в хит-параде радио «Максимум».
Сингл «Let There Be Love» стал № 2 в Великобритании.
В поддержку альбома группа провела свой крупнейший мировой тур, отыграв в течение 10 месяцев 110 концертов в 26 странах для 1,7 миллиона зрителей.
В 2005 году альбом был удостоен премии «Q Awards». Альбом также был номинирован на премии «NME Awards» и «MTV Video Music Awards Japan».
В 2006 «Radio Cidade» опубликовали список 100 лучших рок песен 2005 года, в котором «Lyla» и «Let There Be Love» оказались на 34-м и на 58-м местах соответственно.
В 2005 году читатели «Q Magazine» признали сингл с альбома «The Importance of Being Idle» лучшей песней 2005 года. Клип на песню получил премию «NME Awards» в номинации «Best Video».
В 2006 году альбом стал 24-м в списке лучших альбомов 2005 года по мнению «NME», и 3-м в списке лучших альбомов 2005 года по мнению «Q Magazine»,
В 2008 году издание «Q Magazine» опубликовало список 50 лучших альбомов за последние 50 лет, в котором «Don’t Believe the Truth» занял почётное 14 место.

## Список композиций
В скобках указано авторство.
1. «Turn Up the Sun» (Энди Белл) — 3:59
2. «Mucky Fingers» (Ноэл Галлахер) — 3:56
3. «Lyla» (Ноэл Галлахер) — 5:10
4. «Love Like a Bomb» (Лиам Галлахер, Гем Арчер) — 2:52
5. «The Importance of Being Idle» (Ноэл Галлахер) — 3:39
6. «The Meaning of Soul» (Лиам Галлахер) — 1:42
7. «Guess God Thinks I’m Abel» (Лиам Галлахер) — 3:24
8. «Part of the Queue» (Ноэл Галлахер) — 3:48
9. «Keep the Dream Alive» (Энди Белл) — 5:45
10. «A Bell Will Ring» (Гем Арчер) — 3:07
11. «Let There Be Love» (Ноэл Галлахер) — 5:31

### Дополнительные треки
- «Can Y’see It Now? (I Can See It Now!!)» — 4:19 (доступен на японской версии альбома)
- «Sittin' Here in Silence (On My Own)» — 2:00 (доступен на японской версии альбома и как би-сайд к синглу «Let There Be Love»)
- «Pass Me Down the Wine» — 3:50 (доступная в британской iTunes Music Store и как би-сайд к синглу «The Importance of Being Idle»)
- «Eyeball Tickler» — 2:47 (доступная в британской и канадской iTunes Music Store и как би-сайд к синглу «Lyla»)

## Чарты
| Страна         | Certification | Продажи   |
| -------------- | ------------- | --------- |
| Великобритания | 3 x платина   | 1 000 000 |
| Аргентина      | Золото        | 20 000    |
| Канада         | Золото        | 50 000    |
| Ирландия       | 2 x платина   | 30 000    |
| Япония         | 2 x платина   | 250 000   |
| Франция        | Серебро       | 48 500    |
| Америка        |               | 202 000   |

## Участники записи
- Ноэл Галлахер — гитара, вокал и бэк-вокал, автор песен, продюсер
- Лиам Галлахер — вокал
- Колин Гем Арчер — ритм-гитара
- Энди Белл — бас-гитара
- Зак Старки — ударные (везде, кроме № 2)
- Терри Киркбрайд — ударные (только № 2)